# Heftaliták

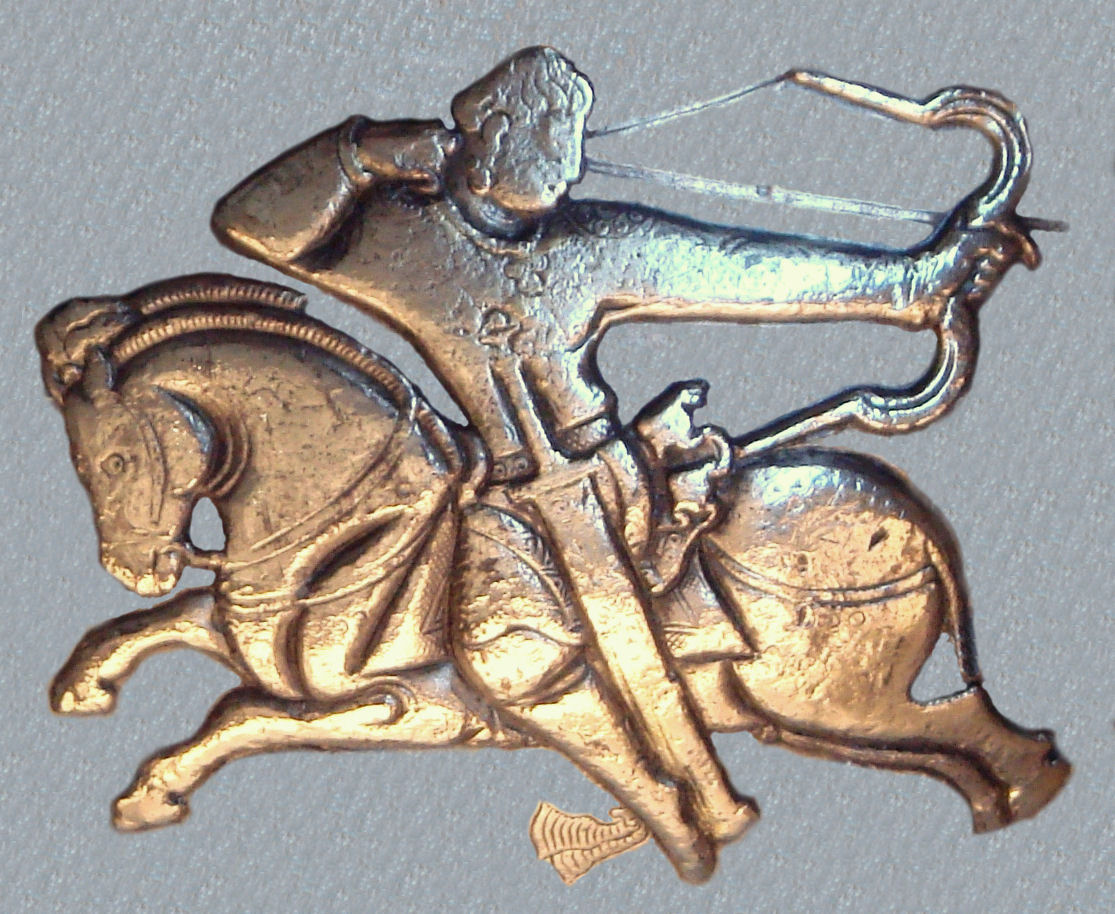
Heftalita lovas harcos (460–479.)

A heftaliták, illetve fehér hunok néven ismert csoportosulás a tielö szövetség részeseiből, valamint Közép-Ázsia szkíta népességéből alakult ki.
Mirkhond, perzsa történetíró szerint a turkok, avagy keleti-hunok négy fő ága: abar, chazar, asi, petseneg, vagyis avar, kazár (a szabarok neve perzsa forrásokban), ászi, besenyő (e helyen kangar). Az avar, az ászi és a kangar szkíta nép, a szabar pedig török–szkíta.
A kaocsö (高車), illetve tielö (鐵勒), tölö (特勒), cselö (敕勒) stb. néven összefoglalt törökös népesség a hunok szövetségének felbomlása (i. sz. 89.) után bukkant fel Dél-Szibéria, valamint Belső-Ázsia pusztáin. Nevük kínai forrásokban az i. sz. 4., illetve a 6. században jelent meg. A kaocsö kifejezés jelentése (betű szerint magas szekér) nagyjából az, aminek magyarul is hangzik: kocsi. A tielö címben szintúgy kocsi, szekér, taliga jelentésű törökös kifejezés, mint például a mongol tereg, rejtőzik.
Kínai források nevezetteket az i. e. 3. századtól ismert – később a hunokkal, illetve a hszienpejekkel (a mongolok elődeivel) egyesült – tingling (丁零), vagyis mókusprémes népekkel kapcsolják össze. A tielö népek egy része az i. sz. 4. században az Altaj, a Tien-san stb. vidékéről Közép-Ázsia pusztáira költözött. Bízvást török nyelvűeknek tarthatjuk őket, habár jó alappal feltételezhetjük: elegyedtek közéjük kelet- és délkelet-ázsiai stb. népelemek is.
Mivel az avarok (az i. sz. 457. évtől) a hunok kötelékébe tartoztak, a történetírók általában őket is hunoknak, azaz törökös népnek tartják. Nevük kínai forrásokban, többek között, hua (滑). A bizánciak abaroi (αβαροι), ouarkhonitai (ουαρχονιται), azaz avarhun stb. címmel is illették őket. A Kárpát-medence Várkony nevű települései is – a magyar fül hallása szerint – az avarok, avagy várkonyok ezen megszólítását idézik.
Avarjaink kevés híján száz évig éltek együtt a heftalitákkal. Nevüket – ellentétben más közép-ázsiai szkíta népekével – fenntartották, ami arra utal, hogy önállóságukat a társuláson belül megőrizték. A szűkszavú és ellentmondásos híradásokból azonban nemigen lehet kikövetkeztetni, milyen szerepet vittek a szövetségen belül.

## Nevük
Arab források Haiethal, Haital, Heithal, Hetal, Heyathelites néven említik, olykor azonban türköknek is mondják őket. A baktriaiak nyelvén nevük Ebodalo. Görög forrásokban megnevezésük Abdeloi (Αβδελοι), Hephthalitai (Εφθαλιται) vagy Leukoi Ounnoi (Λευκοι Ουννοι). Indiában Huna vagy Turuska névvel illették őket. Kínai forrásokban Idi, Jedien, Jeta (嚈噠), Jetailito stb. néven tűnnek fel. A kínaiak szerint nevüket királyuk, illetve uralkodócsaládjuk címe után kapták. Perzsa és zoroasztiránus iratokban Hephtal és Hephtel, illetve Hevtals címen említik őket. Örmény írók Hephthal, Heptal, Tetal névvel ruházzák fel, olykor azonban a kusánokkal (e helyen avarok) azonosítják őket. Szír tudósítók Ephthalita, Tedal alakban jegyezték le nevüket.
Fehér hun elnevezésük keleti lakóhelyükre utal, nem pedig bőrük vagy öltözetük stb. színére. A hun szövetség népei az égtájakat, illetve ennek megfelelően seregrészeiket színekkel jelölték: az északi irányt, illetve seregrészt kékkel, a délit vörössel (vörös hunok: alkhono, kermikhion), a nyugatit feketével (európai hunok: Attila népe, a keletit pedig fehérrel (heftaliták).

## Történetük

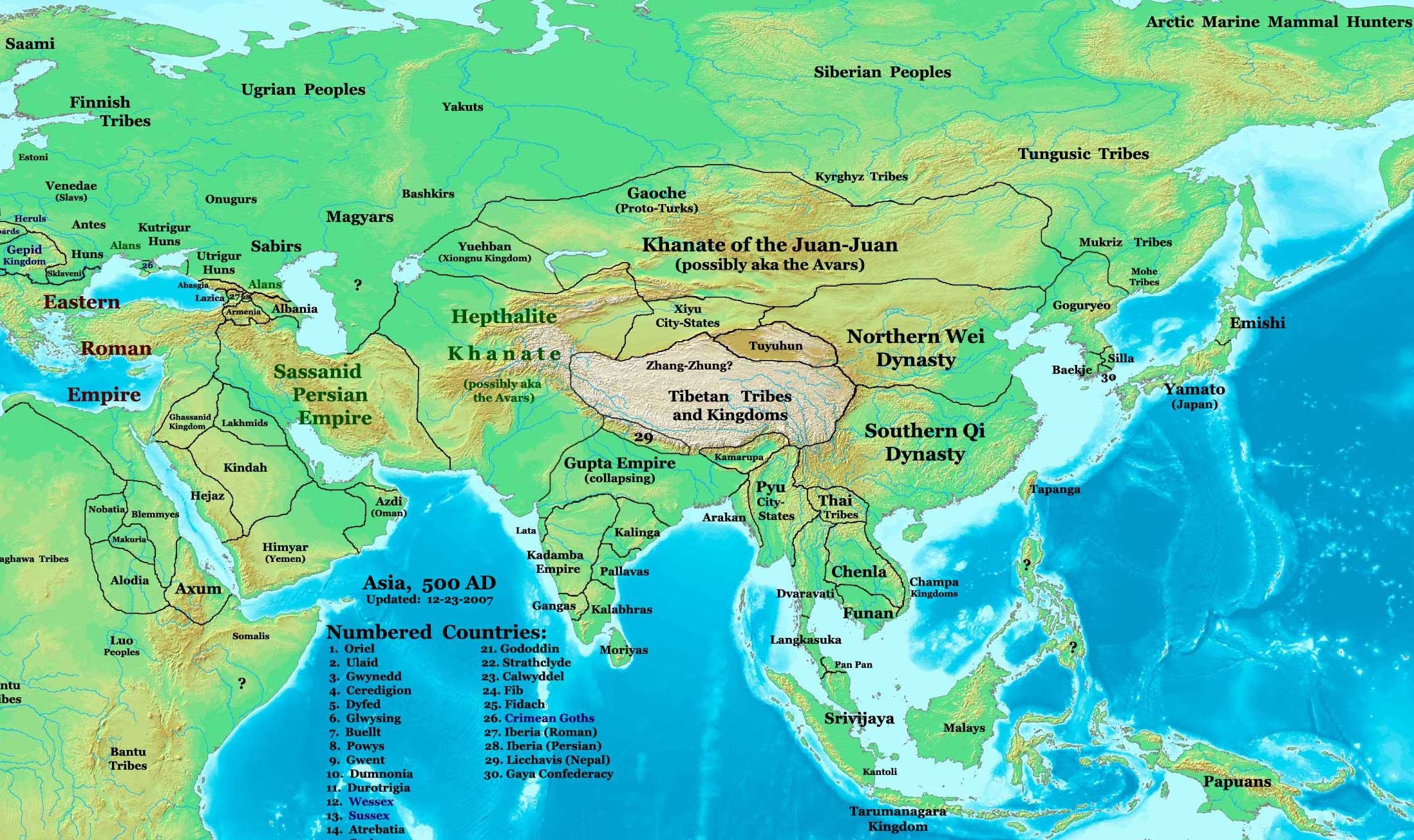
Ázsia népei 500. körül

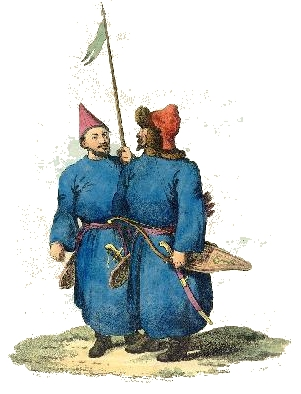
Heftalita harcosok

Kínai évkönyvek szerint a hun szövetség alat – magyarul haladzs – nevű népe az Altaj vidékén, a Narym folyó völgyében lakott. (A Narym a Fekete-Irtis mellékfolyója Kelet-Kazahsztánban.) Nevüket tarka lovaikról kapták (ala at: tarka ló). Mongol követi jelentésekből (13. század), illetve Abulgazi történeteiből (17. század) tudjuk, haladzsok a Jenyiszej mentén, az Angara forrásainál és a Bajkál-tó keleti partjainál is éltek.
Az ötödik században a zsouzsanoktól szorongatott narym-völgyi haladzsok elköltöztek az Altaj vidékéről, s elfoglalták Közép-Ázsia jó részét. Ők alkották az 5–6. században a heftaliták egyik legnagyobb csoportját. Leszármazottaik a jelen korban is élnek, például Közép-Ázsiában, az Altaj vidékén. Jelentősebb csoportjaik a heftaliták egykori lakóhelyeinek környezetében tanyáznak, például Afganisztánban és Észak-Indiában. Egyes csoportjaik az Iráni-fennsík keleti részére, a Kaukázus vidékére, illetve Kis-Ázsiába vándoroltak a 6. és a 11. században. Kisebb csapataik Azerbajdzsán vidékén, valamint az egykori Volgai Bolgárország területén (a mai Tatárországban) is megtalálhatók.
A heftaliták a 456. évben bukkannak fel forrásainkban, amikor először küldenek követséget a kínai udvarba. A következő, 457. évben megszállták Baktriát, ahol ez idő tájt – a kínaiak által jüecsiknek, örmény hírmondók által kusánoknak, nyugati forrásokban kidaritának nevezett – avarok laktak. Az avarok harcba keveredtek a szabarokkal, és elűzték őket (valószínűleg csak egy részüket) Baktriából. A szabarok – kimozdítván kaukázusi szálláshelyeikről a szaragurokat, ogurokat és onogurokat – a Keleti-Kaukázus vidékére települtek. Az avarok ez idő tájt csatlakoztak a hunok szövetségéhez. I. Péroz, a trónkövetelő, a heftalitákkal szövetkezett, és a 459. évben segédletükkel elfoglalta a perzsák királyi székét.
Vej Su (102. 2278) a heftalitákról a következőket írja.
„Jeta országa. A nagy jüecsikhez [e helyen avarok] kapcsolódó nép; a kaocsök [kocsizók, avagy törökök] másik fajtájának is nevezik őket. Eredetileg a szajoktól [szakák] északra fekvő tartományból jöttek. Elhagyván a Csinsant [Altaj hegység] dél felé, Jütientől [Hotan] nyugatra telepedtek le; fővárosuk több mint 200 li [kb. 83 km] távolságra van az Hszü folyótól [Amu-darja] délre, 10000 li [4158 km] távolságra Csangantól [jelentős kínai város].”
A Tungtien (193. 1040) Vej Su eredeti szövegét követve hozzáteszi még, hogy a heftaliták az Altaj vidékéről 80–90 évvel Vencseng Ti (452–466.) uralkodása előtt (azaz 360–370. körül) költöztek el.
A perzsák, illetve Péroz és hadai a 468. esztendőben legyőzték az avarokat, és fővárosukat Balaamot (a mai Balkh) ideiglenesen – Péroz haláláig – a perzsák uralták. A heftaliták is részt vettek a harcokban. Az esemény kapcsán Priszkosz rétor az avarokat kifejezetten hunoknak mondja: „hunok, akiket kidaritáknak neveznek”.
A heftaliták hosszabb háborúskodás után (474–475.) legyőzik korábbi perzsa szövetségeseiket. Péroz kénytelen adót fizetni a hunoknak.
Péroz a 484. évben csatát veszít a heftalitákkal szemben. A harcban maga is elesik. A heftaliták elszakítják Horászán nagyobb részét Perzsiától. Merv és Herát is birtokaikat gyarapítja. Az Újperzsa Birodalom közel nyolcvan évig a heftaliták adófizetője lesz. A 493. évben a heftaliták kiterjesztik fennhatóságukat Dzsungáriáig.
I. Kavád, a perzsák királya, a 498. esztendőben, a heftaliták támogatásával visszaszerzi trónját. Ezt követően, az 503–513. évben sorozatos csatákkal békekötésre kényszeríti a hunokat. Nem sokkal ez után, az 508. évben a heftaliták birtokba veszik a Tarim-medence jó részét. A következő évben pedig megszállják az avarok utolsó közép-ázsiai menedékét, Szogdiát.
Az avarok sorsát a heftaliták uralma idején nem tudjuk nyomon követni. Nagyjából ötven év múlva bukkannak fel újra, amikor a türk megszállás miatt elhagyják ősi lakhelyüket, és a hozzájuk szegődött szkíta, hun stb. csoportokkal Kelet-Európába vonulnak. Az 555. évben a Kaukázus vidékéről említi őket Pseudo-Zakharias. A Közép-Ázsiában maradt avarokról, a türkök hűbéreseiről, az utolsó híradás a 732. évből való. Kültegin emlékoszlopának feliratán rögzítették nevüket.
Az 522. évben a heftaliták hatalma eléri tetőpontját. Közép-Ázsia nagyobb része közvetlen befolyásuk alatt áll. Közel negyven ország, beleértve a perzsákat is, adófizetőjük. Egyik fontos központjuk Baktria.
Az 552. évben a türkök Belső-Ázsiában leigázták a zsouzsanokat, és kisebb csatározásokkal zaklatták a közép-ázsiai heftalitákat. Az 554. esztendőben Bumin fia és trónutódja, Mukan uralkodott a türkökön. Több sikeres hadjárat után ellenőrzése alá vonta a Selyemutat, illetve biztosította határait a heftaliták ellenében. Uralmát kiterjesztette Szogdiára, az Aral-tó vidékére stb. is. Ez idő tájt költözött az avarok egy csoportja s a hozzájuk csatlakozott szkíta és hun népek Kelet-Európába.
Kínai forrás szerint a Közép-Ázsiában maradt avarok az 558. évben még követséget küldtek a kínai udvarba. Ezt követően önállóságukat elvesztették, a türkök hűbéresei lettek.
Az 563–565. esztendőben I. Huszrau, perzsa király, szövetségben a türkökkel, legyőzte a heftalitákat Buhara közelében. Türkök és perzsák megosztották egymás között Transzoxiánát. Előbbiek az Amu-darjától északra fekvő területeket, utóbbiak pedig a folyótól délre eső földeket foglalták el. A heftaliták birodalma összeomlott, kisebb fejedelemségeik azonban megtartották függetlenségüket Baktriában és más területeken.

## Életmódjuk
A heftaliták kínai források szerint vándorló pásztorok voltak. „Nincsenek városaik, legelőben és vízben bővelkedő helyeken, sátrakban élnek. Nyáron hűvös helyet választanak, télen meleget.” Más helyen azonban kijelentik, hogy a király erősített helyen, azaz városban lakik.
A bizánci Menandrosz Protektor városlakónak mondja a fehér hunokat: II. Iusztinosz, bizánci császár uralkodásának negyedik évében a türkök követsége Bizáncba érkezett. „Vajon a heftaliták városban laknak, vagy falvakban?” – kérdezte a császár. A követek pedig így feleltek: „Uram, ez a nép városlakó, városokban lakik.”
Prokopiosz ekképpen nyilatkozik e kérdésben: „Az eftaliták nem pásztorok, mint a hunok többi népe, hanem már régóta békés földművelőkként élnek.”
A heftaliták – legalábbis a kínai évkönyvek szerint – a házasság sajátos módját, a sokférjűséget gyakorolták. „Ezen országban a fivéreknek egyetlen, közös feleségük van. Ha a nő férjének nincsen fivére, a feleség fejfedőjén egyetlen szarvat visel. Ha férjének több fivére van, megfelelő számú szarvat ad még hozzá. A gyermekek a legidősebb fivérhez tartoznak.”

## Vörös hunok

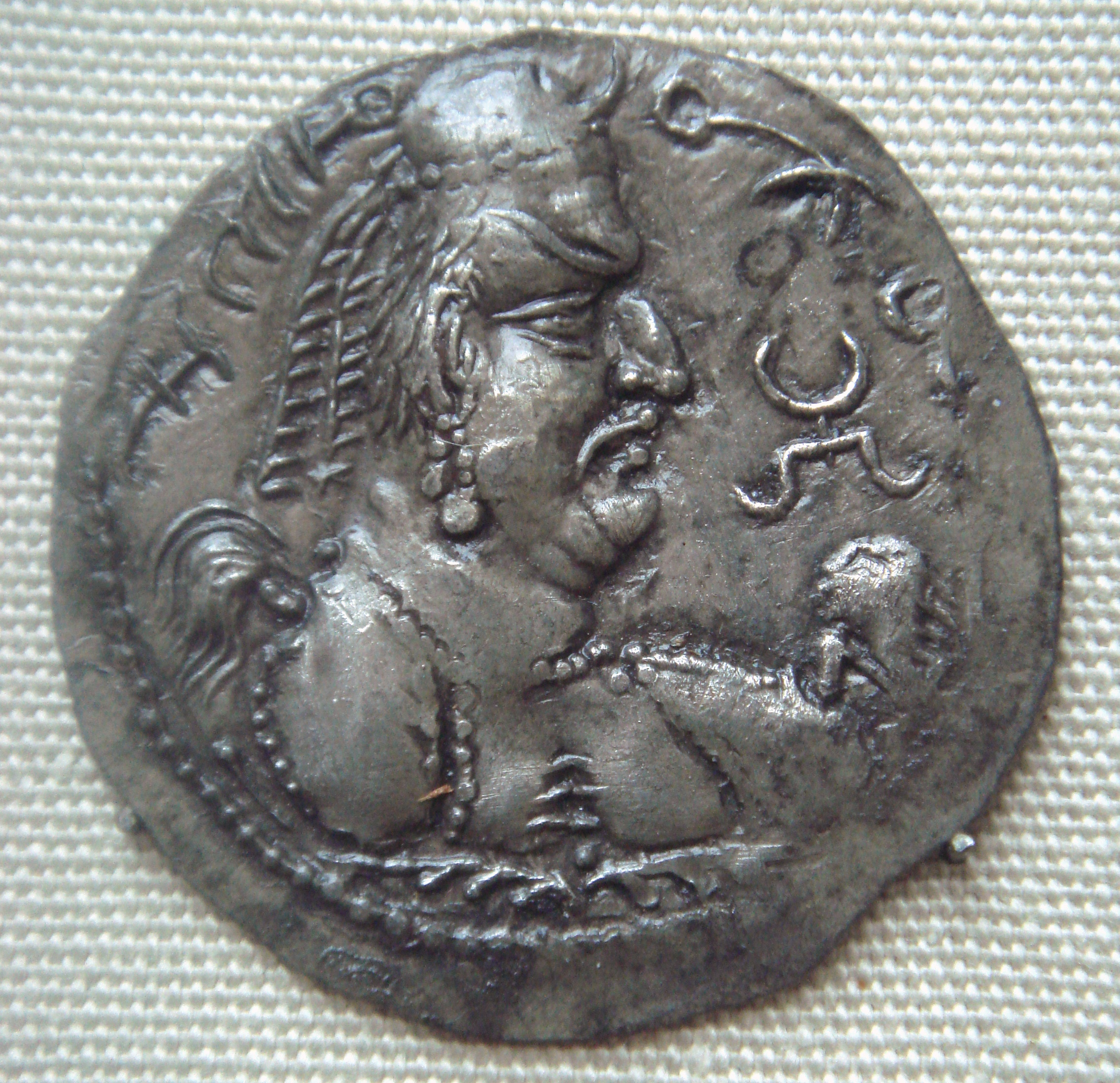
I. Khingila, avagy Eskingil pénzérméje

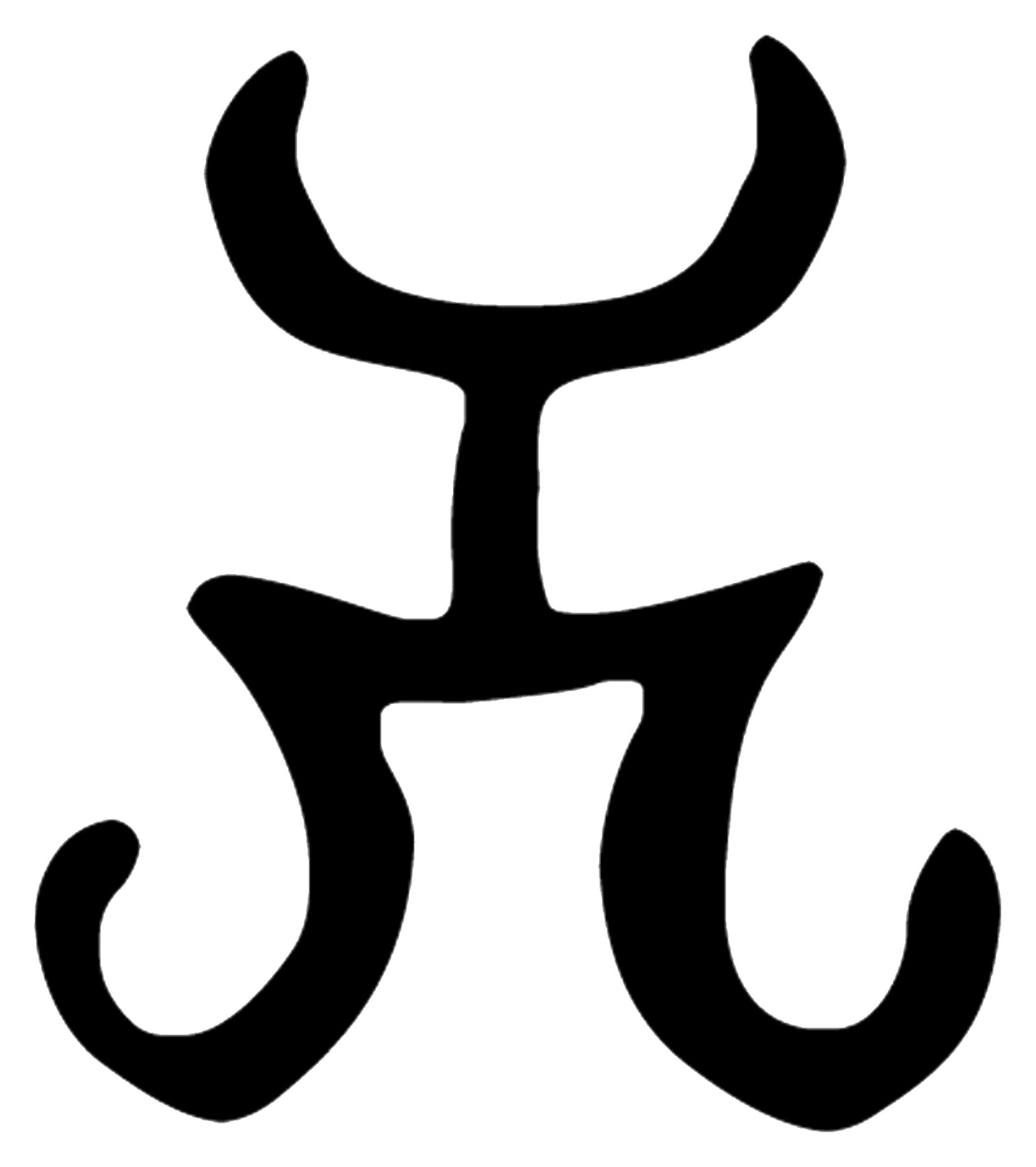
A vörös hunok nemzetségjele (Tamga).

Az indiai vörös hunokat általában a heftalitákkal azonosítják, vagy azok egyik csoportjának tekintik. A heftaliták, avagy fehér hunok azonban csak a 456. évben jelentek meg Közép-Ázsiában, és az Indiai-félszigetre legfeljebb kisebb csoportjaik juthattak el.
Az alkhono (vörös hun) elnevezés csak a szóban forgó népesség királyainak érméin és pecsétjein szerepel. Az ezzel egyenértékű kermikhion (görögösen ερμηχιον) nevet a perzsák ragasztották rájuk. Nevezettek (valószínűbben csak egyik csoportjuk) a 4. század utolsó évtizedében Közép-Ázsiából a Hindukus nyugati hágóin átkelve az Indiai-félszigetre, Kapisa–Kabul vidékére költöztek. A 420. év táján benyomultak Gandhára területére, kiszorították birtokaikról a kidaritákat – az indiai kidaritákat a 477. évben említik utoljára –, és végül, Kasmír kivételével, elfoglalták egész Északnyugat-Indiát. Első név szerint ismert királyuk Khingila, avagy Eskingil (430/440–kb. 470.) volt. Őt Toramana (490–kb. 515.) követte. Uralkodásának idején a vörös hunok kelet felé terjeszkedtek, uralmuk alá vonták a Gupta Birodalom birtokainak jó részét. Jaszodharman, Malwa királya, valamint Naraszimhagupta, észak-indiai uralkodó szövetsége Malwa tartományban, az 528. évben, legyőzte seregüket. Az 532. esztendőben az indiai királyságok szövetsége elűzte őket India keleti és középső felének alföldjeiről. Utolsó indiai királyuk a kegyetlensége okán elhíresült Mihirakula (kb. 515–528.) volt. Halálát követően a vörös hunok egy része visszavonult Gazni, Kabul, Kapisa területére, s vélhetően összevegyült az ott lakó, királyi családjuk után Nizak-hunoknak nevezett csoporttal. Utóbbiak birodalma 484–665. között állott fenn. A mai Afganisztán területén fennmaradt királyságuk még az arab támadások után is.
A vörös hunok másik csoportja utóbb – eszkil néven –, a türkök szövetségének részesként, Közép-Ázsia pusztáin tűnt fel. Legalább egy részük utóbb a volgai bolgárokhoz csatlakozott. Volgai Bolgárország lakói között voltak bolgárok, barszilok, eszkilek, szabarok, s ezen kívül indoeurópai és uráli népek is.

## További ismertetők
- Aradi Éva (2005): A hunok Indiában. A heftaliták története. Budapest.
- Aradi Éva (2005): A hunok Indiában. A heftaliták története. Budapest. (A könyv utószava.)
- Beckwith, C. I. (2009): Empires of the Silk Road. A History of Central Eurasia from the Bronze Age to the Present. New Jersey.
- Hill, J. E. (transl.) (2003): The Western Regions according to the Hou Hanshu. The Xiyu juan “Chapter on the Western Regions” from Hou Hanshu 88. Second Edition. (Extensively revised with additional notes and appendices). [Cooktown.]
- Hill, J. E. (transl.) (2004): The Peoples of the West from the Weilue 魏略 by Yu Huan 魚豢. A Third Century Chinese Account Composed between 239 and 265 CE Quoted in zhuan 30 of the Sanguozhi Published in 429 CE. Draft English translation. [Cooktown.]
- ↑ Matyszak: Philip Matyszak: Az ókori világ elfeledett népei. Budapest: Lingea. 2022.  ISBN 978-963-505-097-0